# Clemente Sánchez-Garnica
Clemente Sánchez-Garnica Gómez (Madrid, 8 de mayo de 1958), es un político  español, ex senador autonómico por Aragón desde 2019 hasta 2023, presidente del Partido Aragonés desde el 10 de febrero de 2023 y candidato a la alcaldía de Zaragoza en las Elecciones municipales de 2023 en Zaragoza por dicho partido.
Nacido en Madrid, desde niño afincado en Zaragoza debido a que su padre, veterinario de profesión, obtuvo plaza en la capital aragonesa. Reconocido aficionado al esquí y al pirineo Aragonés.

## Trayectoria profesional y política
Licenciado en derecho por la Universidad de Zaragoza. Letrado del Real e Ilustre Colegio de Abogados de Zaragoza, desde octubre de 1984, es especialista en Derecho Administrativo, y, en particular, en las materias relacionadas con funcionarios y empleados públicos, corporaciones profesionales, administración local y bienes públicos. Debido a dicha especialización ha sido profesor asociado de Derecho Administrativo, en el Departamento de Derecho Público de la Facultad de Derecho de Zaragoza, (de 1987 a 2012), y, también, Concejal del Ayuntamiento de Zaragoza (de 1988 a 1992), miembro del Consejo de Administración de la Feria de Muestras de Zaragoza (de 1988 a 1991), Vocal de la Junta Electoral de Aragón (de 2007 a 2016),  Miembro del Consejo de Administración de la Corporación Aragonesa de Radio y Televisión, Decreto de 23 de octubre de 2015, de la Presidencia del Gobierno de Aragón, BOA 2007, de 26 de octubre de 2015, y ex Senador del Reino de España, desde 19 de febrero de 2019 hasta Septiembre de 2023.